# Ksar Asselim Ait Amo
Ksar of Asselim Ait Amo (en arabe : قصر أسليم آيت عمو) est un village fortifié dans la province de Midelt, région de Draa-Tafilalet au Maroc .